# Neda (Spagna)
Neda è un comune spagnolo situato nella comunità autonoma della Galizia.